# Naididae
Famille
Les Naididae sont une famille de vers annélides oligochètes.
Naididae et Tubificidae étaient considérés comme deux familles différentes. Cependant, les études phylogénétiques ont montré que les Naididae étaient inclus au sein des Tubificidae. Le nom "Naididae" étant antérieur à "Tubificidae", le nom 'Naididae" bien que moins utilisé a donc été retenu à la place de "Tubificidae", "Tubificidae" devenant synonyme de "Tubificinae".

## Liste des sous-familles
- Limnodriloidinae Erséus, 1982
- Naidinae Ehrenberg, 1828
- Phallodrilinae Brinkhurst, 1971
- Rhyacodrilinae Hrabe, 1963
- Telmatodrilinae Eisen, 1879
- Tubificinae Vejdovský, 1884

Selon BioLib (24 janvier 2021) :
- Aulodrilinae
- Chaetogastrinae
- Naidinae
- Paranaidinae
- Phallodrilinae
- Pristinae
- Rhyacodrilinae
- Telmatodrilinae
- Tubificinae Vejdovský, 1876

## Phylogénie des Naididae
Actuellement, la monophylie des Tubificinae, Limnodriloidinae et des Telmatodrilinae ne semble pas remise en question. Cependant, les Rhyacodrilinae ne semblent pas être un groupe monophylétique, les Phallodrilinae forment un ensemble paraphylétique comprenant des Rhyacodrilinae du genre Heterodrilus et les Naidinae semblent être un ensemble polyphylétique au sein même de certains Rhyacodrilinae, comprenant d'une part les Naidinae au sens usuel (genre Nais) et, d'autre part, les Naidinae du genre Pristina.